# Mihai Baicu
Mihai Baicu (Bucarest, 21 settembre 1975 – Bucarest, 6 luglio 2009) è stato un calciatore rumeno.

## Carriera
Ha debuttato nella Liga I a 19 anni, nel 1994, contro il Rapid Bucarest. La sua carriera si è svolta in Romania e Italia; ha giocato con Naţional Bucarest, Dacia Unirea Brăila, Argeș Pitești, Chindia Tîrgoviște, Foresta Suceava, Cittadella, Cremonese, Brașov, Ghimbav, Farul Constanța, Ceahlăul Piatra Neamț e Toma Maglie.
Nell'estate del 2003, dopo la scadenza del suo contratto con la Cremonese, il giocatore scompare senza lasciare traccia. Molte squadre da Cina, Stati Uniti e Romania si fanno avanti per il suo cartellino ma la società grigiorossa ha perso i contatti con l'attaccante Romeno.
Nel 2004, periodo in cui giocava nel Farul Costanza, è stato squalificato per 3 mesi con una ammenda di 300 euro per aver assunto Furosemide, un ansiolitico che viene prescritto anche a quelle persone che soffrono di disturbi cardiaci.
Ha chiuso la carriera di calciatore professionista nel 2007, giocando successivamente nella squadra di Maglie, l'US Antonio Toma.
Complessivamente ha giocato in Romania 112 gare in Liga I segnando 17 gol e 60 gare in Liga II segnando 31 gol.

## Morte
Mihai Baicu è morto il 6 luglio 2009 a causa di un arresto cardiaco durante una partita tra amici in un campo di erba sintetica.